# Uriel Acosta (sztuka teatralna)
Uriel Acosta (także Uriel Akosta, niem. Uriel Acosta) – dramat Karla Gutzkowa w pięciu aktach. Prapremiera odbyła się w Dreźnie 13 grudnia 1846.

## Treść
Utwór nawiązuje do biografii żydowskiego filozofa Uriela da Costy, twórcy moralności świeckiej, który zaprzeczył dogmatowi o nieśmiertelności duszy i tym samym ściągnął na siebie gniew środowiska ortodoksyjnych żydów. Ma charakter refleksyjny: przemyślenia bohaterów dominują nad warstwą fabularną. Duży nacisk autor położył na wątek romansu Uriela i Judyty, która jest dla niego partnerką do filozoficznych rozmów. Akcja rozgrywa się w 1640 r. w Amsterdamie i okolicach.

## Uriel Acostaw Polsce

### Przekłady
Utwór przełożył na język polski Mikołaj Bołoz Antoniewicz. W późniejszych czasach sztukę inscenizowano w przekładach: Abrahama Morewskiego i Michała Friedmana.

### Inscenizacje (wybór)
- teatr lwowski (1849 – premiera polska)[1]
- Teatr Polski w Krakowie (1865)[8]
- Teatr Polski w Krakowie (1869)[9]
- Teatr Miejski we Lwowie (1902)[6]
- Teatr Żydowski w Łodzi (1954, reż. Chewel Buzgan, Natan Meilsler)[6]
- Teatr Żydowski im. Ester Rachel Kamińskiej w Warszawie (1995, reż. Jan Bratkowski)[7]